# Cambiare l'acqua ai fiori
Cambiare l'acqua ai fiori (Changer l'eau des fleurs in francese) è un romanzo pubblicato nel 2018 dalla scrittrice, fotografa e sceneggiatrice francese Valérie Perrin.

## Trama
Violette Toussaint è la custode di un cimitero dopo essere stata addetta ad un passaggio a livello. Vive in una cittadina della Borgogna. Durante le sue giornate incontra persone in visita ai propri cari sepolti nel cimitero, vende i fiori che coltiva nel giardino accanto al cimitero e accoglie alcuni di loro in casa, ascoltandone confidenze e sfoghi che rimangono tra quelle mura, come in un confessionale. Mantiene rapporti cordiali con i tre becchini, gli impresari delle pompe funebri locali e col giovane prete. La sua vicenda personale per certi aspetti tragica si intreccia alle vite di altre persone, alcune delle quali sepolte nel camposanto.

## Critica
Il libro di Valérie Perrin non suscita solo critiche positive e alcuni fanno notare l'ispirazione a situazioni già conosciute, come ad esempio a certi aspetti della vicenda narrata ne I ponti di Madison County ma anche il riconoscimento per la capacità di coinvolgere il lettore con una scrittura raffinata. Secondo altri richiama in parte la storia descritta ne L'eleganza del riccio e la narrazione aiuta ad evitare il pregiudizio che spinge a mettere ogni persona in una casella ordinata della nostra classificazione personale.

## Riconoscimenti
Il romanzo ha ricevuto diversi premi: 
- Prix Maison de la Presse 2018 con la motivazione: "un romanzo sensibile, un libro che vi porta dalle lacrime alle risate con personaggi divertenti e commoventi".[5]
- Prix des lecteurs du livre de Poche 2019.[1]

## Edizione originale
- (FR) Valérie Perrin, Changer l'eau des fleurs: roman, Paris, Albin Michel, 2018, ISBN 9782253238027, OCLC 1108338319.

## Edizione italiana
- Valérie Perrin, Cambiare l'acqua ai fiori, traduzione di Alberto Bracci Testasecca, Roma, Edizione E/O, 2019, ISBN 9788833570990, OCLC 1264202817.

## Edizioni in altre lingue
- (ES) Valérie Perrin, El secreto de las flores, traduzione di Paz Pruneda, New York, Penguin Random House Grupo Editorial, 2020, ISBN 9788466666480, OCLC 1124900582.
- (VI) Valérie Perrin, Hoa vẫn nở mỗi ngày, traduzione di Thị Tươi Nguyễn, Hà Nội, Nhà xuất bản Hà Nội, 2020, ISBN 9786045572665, OCLC 1240682516.